# هدى الصراري
هدى الصراري هي محامية يمنية وناشطه حقوقية تم تكريمها بجائزة مارتن إينالز الحقوقية على جهودها في كشف وجود سجون سرية وعمليات تعذيب في بلدها وتعرض الناشطين وغيرهم للاختفاء القسري والتعذيب فضلًا عن الإعدام دون محاكمة عادلة، وهو ما دفع مؤسسات حقوق الإنسان للتحرك والمتابعة